# Friend or Foe
Singles de t.A.T.u.
All About Us
(2005) Gomenasai
(2006)
Friend or Foe est une chanson du duo féminin russe t.A.T.u. extraite de leur deuxième album anglais, Dangerous and Moving
Elle est également sortie en single. C'était le deuxième single de cet album, après All About Us.

## Composition
La chanson est écrite par le musicien anglais Dave Stewart (principalement connu comme membre du duo Eurythmics) et Martin Kierszenbaum.

## Classements
| Classement (2005-2006)                  | Meilleure position |
| --------------------------------------- | ------------------ |
| Belgique (Flandre Ultratip 100)         | 3                  |
| Belgique (Wallonie Ultratop 50 Singles) | 27                 |
| Tchéquie (IFPI Rádio)                   | 12                 |
| Hongrie (Rádiós Top 40)                 | 3                  |
| Italie (FIMI)                           | 16                 |
| Pays-Bas (Single Top 100)               | 89                 |
| Suisse (Schweizer Hitparade)            | 75                 |
| Royaume-Uni (UK Singles Chart)          | 48                 |

## Clip vidéo
Le clip de Friend or Foe, réalisé par James Cox et produit par Billy Parks, elle a été filmée les 16 et 17 octobre 2005 dans la banlieue de Los Angeles, dans les Bronson Caves (célèbres pour avoir été le décor de plusieurs films western et de la série télévisée originale Batman) à  Hollywood  de 1171 Production Group. Le collectif avait déjà travaillé avec t.A.T.u. dans des vidéos telles que All About Us et Ljudi invalidy, ainsi qu'avec une expérience avec des artistes tels que Eminem et Céline Dion.
Dans les scènes, Lena Katina et Julia Volkova, toutes deux vêtues de noir, se dirigent vers les grottes dans une Chevrolet Chevelle. Julia claque des doigts et la musique démarre, puis les filles commencent à chanter devant une foule de fans dansant frénétiquement au rythme de la chanson. Les deux filles échangent des regards complices. Vers la fin, Julia arrête la musique et quitte la scène, s'approchant d'un piano, sur lequel elle commence à jouer. Une fois qu'elle a terminé, la musique recommence et elle et Lena retournent chanter le reste de la chanson.
En Italie, la vidéo a été présentée en avant-première en exclusivité au TRL le 25 novembre 2005. Un Making of de la vidéo a été inclus dans le DVD de le Le Meilleur.